# Élections législatives de 1958 en Seine-et-Oise
Les élections législatives françaises de 1958 se déroulent les 23 et 30 novembre 1958. Dans le département de Seine-et-Oise, dix-huit députés sont à élire dans le cadre de dix-huit circonscriptions.

## Élus
| Circonscription | Député élu                 | Parti | Parti  |
| --------------- | -------------------------- | ----- | ------ |
| 1re             | Claude Labbé               |       | UNR    |
| 2e              | Michel Jamot               |       | UNR    |
| 3e              | Jean-Paul Palewski         |       | UNR    |
| 4e              | René Leduc                 |       | UNR    |
| 5e              | André Mignot               |       | CNIP   |
| 6e              | Robert Wagner              |       | UNR    |
| 7e              | Jean Drouot-L'Hermine      |       | UNR    |
| 8e              | Yves de Kervéguen          |       | UNR    |
| 9e              | Robert Ballanger           |       | PCF    |
| 10e             | Paul Mazurier              |       | SFIO   |
| 11e             | Pierre Picard              |       | UNR    |
| 12e             | René Ribière               |       | UNR    |
| 13e             | Armand Cachat              |       | UNR    |
| 14e             | Michel Boscher             |       | UNR    |
| 15e             | Henri Longuet              |       | CNIP   |
| 16e             | Olivier d'Ormesson         |       | CNIP   |
| 17e             | Jacqueline Thome-Patenôtre |       | Radsoc |
| 18e             | Jean-Paul David            |       | RGR    |

## Système électoral
Pour la première fois depuis 1936, les élections législatives ont lieu au scrutin uninominal majoritaire à deux tours dans des circonscriptions uninominales.
Est élu au premier tour le candidat qui réunit la majorité absolue des suffrages exprimés et un nombre de voix au moins égal au quart (25 %) des électeurs inscrits dans la circonscription. Si aucun des candidats ne satisfait ces conditions, un second tour est organisé entre les candidats ayant réuni un nombre de voix au moins égal à 5 % des suffrages exprimés. Au second tour, le candidat arrivé en tête est déclaré élu.
Le seuil de qualification, basé sur un pourcentage relativement faible des suffrages exprimés, tend à faciliter l'accès au second tour de plus de deux candidats. Les candidats en lice au second tour peuvent ainsi fréquemment être trois, un cas de figure appelé « triangulaire ». Lorsque quatre candidats s'affrontent au second tour, on parle de « quadrangulaire ».

## Résultats

### Résultats à l'échelle du département
| Parti          | Parti                                            | Premier tour | Premier tour | Second tour | Second tour | Sièges |
| Parti          | Parti                                            | Voix         | %            | Voix        | %           | Sièges |
| -------------- | ------------------------------------------------ | ------------ | ------------ | ----------- | ----------- | ------ |
|                | Union pour la nouvelle République                | 212 745      | 23,41        | 337 803     | 37,94       | 11     |
|                | Centre national des indépendants et paysans      | 85 766       | 9,44         | 93 184      | 10,47       | 3      |
|                | Modérés                                          | 42 635       | 4,69         | 21 611      | 2,43        | 0      |
|                | Divers droite (gaulliste)                        | 30 408       | 3,35         | 3 376       | 0,38        | 0      |
|                | Droite parlementaire                             | 371 554      | 40,88        | 455 974     | 51,21       | 14     |
|                |                                                  |              |              |             |             |        |
|                | Parti communiste français                        | 236 237      | 25,99        | 258 521     | 29,03       | 1      |
|                | Section française de l'Internationale ouvrière   | 103 957      | 11,44        | 100 251     | 11,26       | 1      |
|                | Mouvement républicain populaire                  | 63 359       | 6,97         | 11 980      | 1,35        | 0      |
|                | Parti républicain, radical et radical-socialiste | 60 868       | 6,70         | 38 451      | 4,32        | 2      |
|                | Gaullistes d'opposition                          | 19 986       | 2,29         | 25 238      | 2,83        | 0      |
|                | Divers                                           | 19 463       | 2,14         | Retrait     | Retrait     | 0      |
|                | Union des forces démocratiques                   | 15 149       | 1,67         | Retrait     | Retrait     | 0      |
|                | Centre républicain                               | 10 078       | 1,11         | 4           | 0,00        | 0      |
|                | Extrême droite                                   | 8 284        | 0,91         |             |             | 0      |
|                |                                                  |              |              |             |             |        |
| Inscrits       | Inscrits                                         | 1 165 077    | 100,00       | 1 165 412   | 100,00      | 18     |
| Abstentions    | Abstentions                                      | 235 031      | 20,17        | 257 200     | 22,07       |        |
| Votants        | Votants                                          | 930 046      | 79,83        | 908 212     | 77,93       |        |
| Blancs et nuls | Blancs et nuls                                   | 21 111       | 2,27         | 17 793      | 1,96        |        |
| Exprimés       | Exprimés                                         | 908 935      | 97,73        | 890 419     | 98,04       |        |

### Résultats par circonscription

#### Première circonscription (Argenteuil)
| Candidat       | Candidat              | Parti          | Premier tour | Premier tour | Second tour | Second tour |  |
| Candidat       | Candidat              | Parti          | Voix         | %            | Voix        | %           |  |
| -------------- | --------------------- | -------------- | ------------ | ------------ | ----------- | ----------- |  |
|                | Mathilde Gabriel-Péri | PCF            | 23 602       | 46,62        | 23 957      | 46,55       |  |
|                | Claude Labbé élu      | UNR            | 21 230       | 41,93        | 25 313      | 49,19       |  |
|                | Ernest Prest          | SFIO           | 5 795        | 11,45        | 2 194       | 4,26        |  |
|                |                       |                |              |              |             |             |  |
| Inscrits       | Inscrits              | Inscrits       | 64 433       | 100,00       | 64 416      | 100,00      |  |
| Abstentions    | Abstentions           | Abstentions    | 12 599       | 19,55        | 12 336      | 19,15       |  |
| Votants        | Votants               | Votants        | 51 834       | 80,45        | 52 080      | 80,85       |  |
| Blancs et nuls | Blancs et nuls        | Blancs et nuls | 1 207        | 2,33         | 616         | 1,18        |  |
| Exprimés       | Exprimés              | Exprimés       | 50 627       | 97,67        | 51 464      | 98,82       |  |

#### Deuxième circonscription (Maisons-Laffitte)
| Candidat       | Candidat           | Parti                     | Premier tour | Premier tour | Second tour | Second tour |  |
| Candidat       | Candidat           | Parti                     | Voix         | %            | Voix        | %           |  |
| -------------- | ------------------ | ------------------------- | ------------ | ------------ | ----------- | ----------- |  |
|                | Michel Jamot élu   | UNR                       | 15 398       | 29,76        | 26 785      | 52,04       |  |
|                | Auguste Chrétienne | PCF                       | 14 007       | 27,07        | 15 996      | 31,08       |  |
|                | Georges Guillemin  | Divers (GO)               | 6 946        | 13,42        | 8 689       | 16,88       |  |
|                | Eugène Gruel       | SFIO                      | 6 594        | 12,74        | Retrait     | Retrait     |  |
|                | Robert Debray      | Divers droite (Gaulliste) | 6 131        | 11,85        | Retrait     | Retrait     |  |
|                | Léon Hovnanian     | UFD                       | 2 672        | 5,16         | Retrait     | Retrait     |  |
|                |                    |                           |              |              |             |             |  |
| Inscrits       | Inscrits           | Inscrits                  | 68 088       | 100,00       | 68 059      | 100,00      |  |
| Abstentions    | Abstentions        | Abstentions               | 15 136       | 22,23        | 15 709      | 23,08       |  |
| Votants        | Votants            | Votants                   | 52 952       | 77,77        | 52 350      | 76,92       |  |
| Blancs et nuls | Blancs et nuls     | Blancs et nuls            | 1 204        | 2,27         | 880         | 1,68        |  |
| Exprimés       | Exprimés           | Exprimés                  | 51 748       | 97,73        | 51 470      | 98,32       |  |

#### Troisième circonscription (Saint-Germain-en-Laye)
| Candidat       | Candidat               | Parti                     | Premier tour | Premier tour | Second tour | Second tour |  |
| Candidat       | Candidat               | Parti                     | Voix         | %            | Voix        | %           |  |
| -------------- | ---------------------- | ------------------------- | ------------ | ------------ | ----------- | ----------- |  |
|                | Jean-Paul Palewski élu | UNR                       | 17 321       | 29,15        | 37 092      | 66,36       |  |
|                | Marcel Pourtout        | Modérés                   | 13 069       | 21,99        | Retrait     | Retrait     |  |
|                | Jean Mazubert          | PCF                       | 10 640       | 17,91        | 11 793      | 21,1        |  |
|                | Pierre Régis           | Divers droite (Gaulliste) | 10 189       | 17,15        | Retrait     | Retrait     |  |
|                | Jacques Germain        | SFIO                      | 5 596        | 9,42         | 7 007       | 12,54       |  |
|                | Lucien Weitz           | UFD                       | 2 604        | 4,38         |             |             |  |
|                |                        |                           |              |              |             |             |  |
| Inscrits       | Inscrits               | Inscrits                  | 76 856       | 100,00       | 76 825      | 100,00      |  |
| Abstentions    | Abstentions            | Abstentions               | 16 309       | 21,22        | 19 389      | 25,24       |  |
| Votants        | Votants                | Votants                   | 60 547       | 78,78        | 57 436      | 74,76       |  |
| Blancs et nuls | Blancs et nuls         | Blancs et nuls            | 1 128        | 1,86         | 1 544       | 2,69        |  |
| Exprimés       | Exprimés               | Exprimés                  | 59 419       | 98,14        | 55 892      | 97,31       |  |

#### Quatrième circonscription (Versailles-Ouest - Sèvres)
| Candidat       | Candidat          | Parti          | Premier tour | Premier tour | Second tour | Second tour |  |
| Candidat       | Candidat          | Parti          | Voix         | %            | Voix        | %           |  |
| -------------- | ----------------- | -------------- | ------------ | ------------ | ----------- | ----------- |  |
|                | René Leduc élu    | UNR            | 14 472       | 24,66        | 37 837      | 66,57       |  |
|                | Édouard Bonnefous | Radcent        | 11 873       | 20,23        | Retrait     | Retrait     |  |
|                | Maurice Bourjol   | PCF            | 11 108       | 18,92        | 12 720      | 22,38       |  |
|                | Michel Devèze     | CNIP           | 7 825        | 13,33        | Retrait     | Retrait     |  |
|                | Gabriel Ausserré  | SFIO           | 5 653        | 9,63         | 6 281       | 11,05       |  |
|                | Georges Mouthon   | MRP            | 3 256        | 5,54         | Retrait     | Retrait     |  |
|                | Roland Florian    | UFD            | 2 327        | 5,66         | Retrait     | Retrait     |  |
|                | Julien Dalbin     | Radsoc         | 2 166        | 3,69         |             |             |  |
|                |                   |                |              |              |             |             |  |
| Inscrits       | Inscrits          | Inscrits       | 76 151       | 100,00       | 76 131      | 100,00      |  |
| Abstentions    | Abstentions       | Abstentions    | 16 216       | 21,29        | 18 136      | 23,82       |  |
| Votants        | Votants           | Votants        | 59 935       | 78,71        | 57 995      | 76,18       |  |
| Blancs et nuls | Blancs et nuls    | Blancs et nuls | 1 255        | 2,09         | 1 157       | 1,99        |  |
| Exprimés       | Exprimés          | Exprimés       | 58 680       | 97,91        | 56 838      | 98,01       |  |

#### Cinquième circonscription (Versailles-Nord - Marly)
| Candidat       | Candidat                   | Parti                     | Premier tour | Premier tour | Second tour | Second tour |  |
| Candidat       | Candidat                   | Parti                     | Voix         | %            | Voix        | %           |  |
| -------------- | -------------------------- | ------------------------- | ------------ | ------------ | ----------- | ----------- |  |
|                | André Mignot élu           | CNIP                      | 20 198       | 36,99        | 30 400      | 58,58       |  |
|                | Jean Cuguen                | PCF                       | 12 367       | 22,65        | 13 596      | 26,20       |  |
|                | Urbain Péguet              | SFIO                      | 5 819        | 10,66        | 7 896       | 15,22       |  |
|                | Christian Roland-Gosselin  | Modérés                   | 5 464        | 10,01        | Retrait     | Retrait     |  |
|                | Émile Magnon               | CRR                       | 4 007        | 7,34         | Retrait     | Retrait     |  |
|                | Bertrand Schneider         | UFD                       | 2 460        | 4,50         |             |             |  |
|                | Charles Moÿse              | Divers droite (Gaulliste) | 2 295        | 4,20         |             |             |  |
|                | Paul Cattin dit Valsardieu | Divers                    | 1 999        | 3,66         |             |             |  |
|                |                            |                           |              |              |             |             |  |
| Inscrits       | Inscrits                   | Inscrits                  | 68 886       | 100,00       | 68 887      | 100,00      |  |
| Abstentions    | Abstentions                | Abstentions               | 13 101       | 19,02        | 15 638      | 22,7        |  |
| Votants        | Votants                    | Votants                   | 55 785       | 80,98        | 53 249      | 77,3        |  |
| Blancs et nuls | Blancs et nuls             | Blancs et nuls            | 1 176        | 2,11         | 1 357       | 2,55        |  |
| Exprimés       | Exprimés                   | Exprimés                  | 54 609       | 97,89        | 51 892      | 97,45       |  |

#### Sixième circonscription (Versailles-Sud - Palaiseau)
| Candidat       | Candidat              | Parti          | Premier tour | Premier tour | Second tour | Second tour |  |
| Candidat       | Candidat              | Parti          | Voix         | %            | Voix        | %           |  |
| -------------- | --------------------- | -------------- | ------------ | ------------ | ----------- | ----------- |  |
|                | Robert Wagner élu     | UNR            | 13 103       | 28,15        | 28 619      | 62,64       |  |
|                | Robert Vizet          | PCF            | 11 619       | 24,96        | 13 007      | 27,92       |  |
|                | Christian Barré       | Radcent        | 5 755        | 16,66        | Retrait     | Retrait     |  |
|                | Gabriel Certain       | MRP            | 5 565        | 11,95        | Retrait     | Retrait     |  |
|                | René Heidet           | SFIO           | 3 876        | 8,32         | 4 057       | 8,88        |  |
|                | Alain Chambert        | diss. UNR      | 2 967        | 6,37         | Retrait     | Retrait     |  |
|                | François Rosset       | Radsoc         | 2 467        | 5,30         | Retrait     | Retrait     |  |
|                | Robert Harang-Tiercin | Divers         | 1 185        | 2,54         |             |             |  |
|                |                       |                |              |              |             |             |  |
| Inscrits       | Inscrits              | Inscrits       | 59 291       | 100,00       | 59 558      | 100,00      |  |
| Abstentions    | Abstentions           | Abstentions    | 11 718       | 19,76        | 13 130      | 22,05       |  |
| Votants        | Votants               | Votants        | 47 573       | 80,24        | 46 428      | 77,95       |  |
| Blancs et nuls | Blancs et nuls        | Blancs et nuls | 1 036        | 2,18         | 745         | 1,6         |  |
| Exprimés       | Exprimés              | Exprimés       | 46 537       | 97,82        | 45 683      | 98,4        |  |

#### Septième circonscription (Poissy)
| Candidat       | Candidat                  | Parti                     | Premier tour | Premier tour | Second tour | Second tour |  |
| Candidat       | Candidat                  | Parti                     | Voix         | %            | Voix        | %           |  |
| -------------- | ------------------------- | ------------------------- | ------------ | ------------ | ----------- | ----------- |  |
|                | Jean Drouot-L'Hermine élu | UNR                       | 12 683       | 29,39        | 22 782      | 53,14       |  |
|                | René Ermery               | PCF                       | 9 939        | 23,03        | 11 398      | 26,59       |  |
|                | René Jollivet             | CR                        | 8 259        | 19,14        | 4           | 0,01        |  |
|                | M. Gilbert                | SFIO                      | 5 250        | 12,17        | 5 310       | 12,39       |  |
|                | M. Valigny                | Divers droite (Gaulliste) | 2 638        | 6,11         | 3 376       | 7,87        |  |
|                | M. Sorbier                | Radsoc                    | 2 300        | 5,33         | Retrait     | Retrait     |  |
|                | René Couturaud            | UFF                       | 1 291        | 2,99         |             |             |  |
|                | E. Albert                 | Divers                    | 794          | 1,84         |             |             |  |
|                |                           |                           |              |              |             |             |  |
| Inscrits       | Inscrits                  | Inscrits                  | 57 747       | 100,00       | 57 731      | 100,00      |  |
| Abstentions    | Abstentions               | Abstentions               | 13 424       | 23,25        | 14 052      | 24,34       |  |
| Votants        | Votants                   | Votants                   | 44 323       | 76,75        | 43 679      | 75,66       |  |
| Blancs et nuls | Blancs et nuls            | Blancs et nuls            | 1 169        | 2,64         | 809         | 1,85        |  |
| Exprimés       | Exprimés                  | Exprimés                  | 43 154       | 97,36        | 42 870      | 98,15       |  |

#### Huitième circonscription (Pontoise)
| Candidat       | Candidat              | Parti          | Premier tour | Premier tour | Second tour | Second tour |  |
| Candidat       | Candidat              | Parti          | Voix         | %            | Voix        | %           |  |
| -------------- | --------------------- | -------------- | ------------ | ------------ | ----------- | ----------- |  |
|                | Yves de Kervéguen élu | UNR            | 16 764       | 40,40        | 24 136      | 60,09       |  |
|                | Eugène Alliot         | PCF            | 10 284       | 24,78        | 11 217      | 27,93       |  |
|                | Adolphe Chauvin       | MRP            | 8 469        | 20,41        | Retrait     | Retrait     |  |
|                | Eugène Ducher         | SFIO           | 3 553        | 8,56         | 4 812       | 11,98       |  |
|                | Albert Brimo          | CNIP           | 1 441        | 3,47         |             |             |  |
|                | M. Laban              | Divers         | 989          | 2,38         |             |             |  |
|                |                       |                |              |              |             |             |  |
| Inscrits       | Inscrits              | Inscrits       | 52 381       | 100,00       | 52 376      | 100,00      |  |
| Abstentions    | Abstentions           | Abstentions    | 9 917        | 18,93        | 11 208      | 21,4        |  |
| Votants        | Votants               | Votants        | 42 464       | 81,07        | 41 168      | 78,6        |  |
| Blancs et nuls | Blancs et nuls        | Blancs et nuls | 964          | 2,27         | 1 003       | 2,44        |  |
| Exprimés       | Exprimés              | Exprimés       | 41 500       | 97,73        | 40 165      | 97,56       |  |

#### Neuvième circonscription (Aulnay-sous-Bois)
| Candidat       | Candidat             | Parti          | Premier tour | Premier tour | Second tour | Second tour |  |
| Candidat       | Candidat             | Parti          | Voix         | %            | Voix        | %           |  |
| -------------- | -------------------- | -------------- | ------------ | ------------ | ----------- | ----------- |  |
|                | Robert Ballanger élu | PCF            | 17 096       | 37,37        | 19 174      | 40,22       |  |
|                | Fernand Herbaut      | SFIO           | 9 872        | 21,58        | 11 464      | 24,05       |  |
|                | Jean de Lipkowski    | CRR            | 9 033        | 19,74        | 16 549      | 34,71       |  |
|                | J. Pirche            | MRP            | 6 557        | 14,33        | 489         | 1,03        |  |
|                | F. Cruciani          | Divers         | 1 665        | 3,64         |             |             |  |
|                | F. Veyrat            | Divers         | 1 529        | 3,34         |             |             |  |
|                |                      |                |              |              |             |             |  |
| Inscrits       | Inscrits             | Inscrits       | 60 420       | 100,00       | 60 384      | 100,00      |  |
| Abstentions    | Abstentions          | Abstentions    | 13 567       | 22,45        | 11 825      | 19,58       |  |
| Votants        | Votants              | Votants        | 46 853       | 77,55        | 48 559      | 80,42       |  |
| Blancs et nuls | Blancs et nuls       | Blancs et nuls | 1 101        | 2,35         | 883         | 1,82        |  |
| Exprimés       | Exprimés             | Exprimés       | 45 752       | 97,65        | 47 676      | 98,18       |  |

#### Dixième circonscription (Écouen - Gonesse)
| Candidat       | Candidat          | Parti          | Premier tour | Premier tour | Second tour | Second tour |  |
| Candidat       | Candidat          | Parti          | Voix         | %            | Voix        | %           |  |
| -------------- | ----------------- | -------------- | ------------ | ------------ | ----------- | ----------- |  |
|                | Antoine Demusois  | PCF            | 13 955       | 31,05        | 15 398      | 34,11       |  |
|                | Paul Mazurier élu | SFIO           | 7 736        | 17,21        | 15 774      | 34,94       |  |
|                | André Colle       | Modérés        | 6 450        | 14,35        | 12 871      | 28,51       |  |
|                | Jean Junger       | UNR            | 6 057        | 13,48        | 1 100       | 2,44        |  |
|                | Germaine Peyroles | MRP            | 4 384        | 9,75         | Retrait     | Retrait     |  |
|                | H. Coquelle       | Modérés        | 3 154        | 7,02         | Retrait     | Retrait     |  |
|                | Inconnu           | Modérés        | 2 973        | 6,61         | Retrait     | Retrait     |  |
|                | P. Delfino        | Divers         | 239          | 0,53         |             |             |  |
|                |                   |                |              |              |             |             |  |
| Inscrits       | Inscrits          | Inscrits       | 55 898       | 100,00       | 56 447      | 100,00      |  |
| Abstentions    | Abstentions       | Abstentions    | 9 869        | 17,66        | 10 605      | 18,79       |  |
| Votants        | Votants           | Votants        | 46 029       | 82,34        | 45 842      | 81,21       |  |
| Blancs et nuls | Blancs et nuls    | Blancs et nuls | 1 081        | 2,35         | 699         | 1,52        |  |
| Exprimés       | Exprimés          | Exprimés       | 44 948       | 97,65        | 45 143      | 98,48       |  |

#### Onzième circonscription (Le Raincy)
| Candidat       | Candidat          | Parti          | Premier tour | Premier tour | Second tour | Second tour |  |
| Candidat       | Candidat          | Parti          | Voix         | %            | Voix        | %           |  |
| -------------- | ----------------- | -------------- | ------------ | ------------ | ----------- | ----------- |  |
|                | Pierre Picard élu | UNR            | 23 856       | 41,11        | 32 784      | 57,15       |  |
|                | André Stil        | PCF            | 16 793       | 28,94        | 17 635      | 30,74       |  |
|                | César Collaveri   | SFIO           | 11 109       | 19,14        | 6 949       | 12,11       |  |
|                | Lucien Doudey     | CNIP           | 3 606        | 6,21         | Retrait     | Retrait     |  |
|                | M. Paris          | Divers         | 2 671        | 4,60         |             |             |  |
|                |                   |                |              |              |             |             |  |
| Inscrits       | Inscrits          | Inscrits       | 75 480       | 100,00       | 75 459      | 100,00      |  |
| Abstentions    | Abstentions       | Abstentions    | 16 089       | 21,32        | 17 254      | 22,87       |  |
| Votants        | Votants           | Votants        | 59 391       | 78,68        | 58 205      | 77,13       |  |
| Blancs et nuls | Blancs et nuls    | Blancs et nuls | 1 356        | 2,28         | 837         | 1,44        |  |
| Exprimés       | Exprimés          | Exprimés       | 58 035       | 97,72        | 57 368      | 98,56       |  |

#### Douzième circonscription (Montmorency)
| Candidat       | Candidat         | Parti          | Premier tour | Premier tour | Second tour | Second tour |  |
| Candidat       | Candidat         | Parti          | Voix         | %            | Voix        | %           |  |
| -------------- | ---------------- | -------------- | ------------ | ------------ | ----------- | ----------- |  |
|                | René Ribière élu | UNR            | 20 101       | 30,54        | 36 231      | 56,65       |  |
|                | Robert Bichet    | MRP            | 15 128       | 22,98        | Retrait     | Retrait     |  |
|                | Edmond Rudolph   | PCF            | 12 855       | 19,53        | 13 898      | 21,73       |  |
|                | R. Guillot       | Modérés        | 9 190        | 13,96        | 8 740       | 13,67       |  |
|                | D. Moulin        | SFIO           | 5 842        | 8,88         | 5 087       | 7,95        |  |
|                | C. Hazard        | UFD            | 2 701        | 4,10         |             |             |  |
|                |                  |                |              |              |             |             |  |
| Inscrits       | Inscrits         | Inscrits       | 84 239       | 100,00       | 84 219      | 100,00      |  |
| Abstentions    | Abstentions      | Abstentions    | 16 769       | 19,91        | 18 687      | 22,19       |  |
| Votants        | Votants          | Votants        | 67 470       | 80,09        | 65 532      | 77,81       |  |
| Blancs et nuls | Blancs et nuls   | Blancs et nuls | 1 653        | 2,45         | 1 576       | 2,4         |  |
| Exprimés       | Exprimés         | Exprimés       | 65 817       | 97,55        | 63 956      | 97,6        |  |

#### Treizième circonscription (Corbeil-Essonnes)
| Candidat       | Candidat          | Parti          | Premier tour | Premier tour | Second tour | Second tour |  |
| Candidat       | Candidat          | Parti          | Voix         | %            | Voix        | %           |  |
| -------------- | ----------------- | -------------- | ------------ | ------------ | ----------- | ----------- |  |
|                | Armand Cachat élu | UNR            | 21 680       | 44,62        | 28 862      | 60,65       |  |
|                | Eugénie Duvernois | PCF            | 13 104       | 26,97        | 13 841      | 29,08       |  |
|                | Pierre Métayer    | SFIO           | 6 857        | 14,11        | 4 887       | 10,27       |  |
|                | G. Michel         | MRP            | 4 240        | 8,73         | Retrait     | Retrait     |  |
|                | R. Aubry          | Radsoc         | 2 708        | 5,57         | Retrait     | Retrait     |  |
|                |                   |                |              |              |             |             |  |
| Inscrits       | Inscrits          | Inscrits       | 61 707       | 100,00       | 61 661      | 100,00      |  |
| Abstentions    | Abstentions       | Abstentions    | 11 934       | 19,34        | 13 166      | 21,35       |  |
| Votants        | Votants           | Votants        | 49 773       | 80,66        | 48 495      | 78,65       |  |
| Blancs et nuls | Blancs et nuls    | Blancs et nuls | 1 184        | 2,38         | 905         | 1,87        |  |
| Exprimés       | Exprimés          | Exprimés       | 48 589       | 97,62        | 47 590      | 98,13       |  |

#### Quatorzième circonscription (Étampes)
| Candidat       | Candidat           | Parti                     | Premier tour | Premier tour | Second tour | Second tour |  |
| Candidat       | Candidat           | Parti                     | Voix         | %            | Voix        | %           |  |
| -------------- | ------------------ | ------------------------- | ------------ | ------------ | ----------- | ----------- |  |
|                | Louis Namy         | PCF                       | 12 142       | 24,74        | 14 634      | 30,06       |  |
|                | Michel Boscher élu | UNR                       | 8 304        | 16,92        | 29 087      | 59,75       |  |
|                | G. Thomas          | Divers droite (Gaulliste) | 7 625        | 15,53        | Retrait     | Retrait     |  |
|                | Jacques Calley     | CNIP                      | 7 523        | 15,33        | Retrait     | Retrait     |  |
|                | R. Pillas          | SFIO                      | 3 868        | 7,88         | 4 960       | 10,19       |  |
|                | P. Métayer         | Divers                    | 3 091        | 6,30         | Retrait     | Retrait     |  |
|                | P. Darbonne        | Modérés                   | 2 335        | 4,76         |             |             |  |
|                | A. Denis           | CR                        | 1 819        | 3,71         |             |             |  |
|                | Jean Berthommier   | UFF                       | 1 794        | 3,65         |             |             |  |
|                | C. Hazard          | Divers droite (Gaulliste) | 585          | 1,19         |             |             |  |
|                |                    |                           |              |              |             |             |  |
| Inscrits       | Inscrits           | Inscrits                  | 62 142       | 100,00       | 62 111      | 100,00      |  |
| Abstentions    | Abstentions        | Abstentions               | 11 629       | 18,71        | 12 185      | 19,62       |  |
| Votants        | Votants            | Votants                   | 50 513       | 81,29        | 49 926      | 80,38       |  |
| Blancs et nuls | Blancs et nuls     | Blancs et nuls            | 1 427        | 2,83         | 1 245       | 2,49        |  |
| Exprimés       | Exprimés           | Exprimés                  | 49 086       | 97,17        | 48 681      | 97,51       |  |

#### Quinzième  circonscription (Longjumeau)
| Candidat       | Candidat                    | Parti                     | Premier tour | Premier tour | Second tour | Second tour |  |
| Candidat       | Candidat                    | Parti                     | Voix         | %            | Voix        | %           |  |
| -------------- | --------------------------- | ------------------------- | ------------ | ------------ | ----------- | ----------- |  |
|                | Henri Longuet élu           | CNIP                      | 23 921       | 40,46        | 35 187      | 61,95       |  |
|                | Lucien Midol                | PCF                       | 17 150       | 29,01        | 17 543      | 30,88       |  |
|                | Xavier Pidoux de La Maduère | UNR                       | 10 805       | 18,28        | Retrait     | Retrait     |  |
|                | Lucien Vincenot             | SFIO                      | 4 494        | 7,60         | 4 073       | 7,17        |  |
|                | R. Robin                    | Divers droite (Gaulliste) | 945          | 1,60         |             |             |  |
|                | Mme Vallas                  | Divers                    | 932          | 1,58         |             |             |  |
|                | R. Laugel                   | UFF                       | 870          | 1,47         |             |             |  |
|                |                             |                           |              |              |             |             |  |
| Inscrits       | Inscrits                    | Inscrits                  | 76 152       | 100,00       | 76 103      | 100,00      |  |
| Abstentions    | Abstentions                 | Abstentions               | 16 000       | 21,01        | 18 408      | 24,19       |  |
| Votants        | Votants                     | Votants                   | 60 152       | 78,99        | 57 695      | 75,81       |  |
| Blancs et nuls | Blancs et nuls              | Blancs et nuls            | 1 035        | 1,72         | 892         | 1,55        |  |
| Exprimés       | Exprimés                    | Exprimés                  | 59 117       | 98,28        | 56 803      | 98,45       |  |

#### Seizième circonscription (Villeneuve-Saint-Georges)
| Candidat       | Candidat               | Parti          | Premier tour | Premier tour | Second tour | Second tour |  |
| Candidat       | Candidat               | Parti          | Voix         | %            | Voix        | %           |  |
| -------------- | ---------------------- | -------------- | ------------ | ------------ | ----------- | ----------- |  |
|                | Olivier d'Ormesson élu | CNIP           | 16 214       | 31,81        | 27 597      | 55,88       |  |
|                | Charles Benoist        | PCF            | 13 847       | 27,17        | 15 384      | 31,15       |  |
|                | Gilbert Cartier        | MRP            | 8 323        | 16,33        | Retrait     | Retrait     |  |
|                | André Rouy             | SFIO           | 5 835        | 11,45        | 6 409       | 12,98       |  |
|                | M. Mobillon            | Divers         | 4 369        | 8,57         | Retrait     | Retrait     |  |
|                | Marcel Pennetier       | UFD            | 2 385        | 4,68         |             |             |  |
|                |                        |                |              |              |             |             |  |
| Inscrits       | Inscrits               | Inscrits       | 63 669       | 100,00       | 63 648      | 100,00      |  |
| Abstentions    | Abstentions            | Abstentions    | 11 684       | 18,35        | 13 385      | 21,03       |  |
| Votants        | Votants                | Votants        | 51 985       | 81,65        | 50 263      | 78,97       |  |
| Blancs et nuls | Blancs et nuls         | Blancs et nuls | 1 012        | 1,95         | 873         | 1,74        |  |
| Exprimés       | Exprimés               | Exprimés       | 50 973       | 98,05        | 49 390      | 98,26       |  |

#### Dix-septième circonscription (Dourdan)
| Candidat       | Candidat                        | Parti          | Premier tour | Premier tour | Second tour | Second tour |  |
| Candidat       | Candidat                        | Parti          | Voix         | %            | Voix        | %           |  |
| -------------- | ------------------------------- | -------------- | ------------ | ------------ | ----------- | ----------- |  |
|                | Jacqueline Thome-Patenôtre élue | Radsoc         | 14 352       | 35,66        | 19 230      | 50,35       |  |
|                | Pierre Ceccaldi-Pavard          | MRP            | 7 437        | 18,48        | 11 491      | 30,09       |  |
|                | Pierre Chevrier                 | PCF            | 6 903        | 17,15        | 7 474       | 19,57       |  |
|                | Jean Duboscq                    | CNIP           | 5 038        | 12,52        | Retrait     | Retrait     |  |
|                | Jean Miesch                     | Extrême droite | 4 329        | 10,76        | Retrait     | Retrait     |  |
|                | André Payssan                   | SFIO           | 2 188        | 5,44         | Retrait     | Retrait     |  |
|                |                                 |                |              |              |             |             |  |
| Inscrits       | Inscrits                        | Inscrits       | 50 852       | 100,00       | 50 735      | 100,00      |  |
| Abstentions    | Abstentions                     | Abstentions    | 9 627        | 18,93        | 11 559      | 22,78       |  |
| Votants        | Votants                         | Votants        | 41 225       | 81,07        | 39 176      | 77,22       |  |
| Blancs et nuls | Blancs et nuls                  | Blancs et nuls | 978          | 2,37         | 981         | 2,5         |  |
| Exprimés       | Exprimés                        | Exprimés       | 40 247       | 97,63        | 38 195      | 97,5        |  |

#### Dix-huitième circonscription (Mantes-la-Jolie)
| Candidat       | Candidat            | Parti          | Premier tour | Premier tour | Second tour | Second tour |  |
| Candidat       | Candidat            | Parti          | Voix         | %            | Voix        | %           |  |
| -------------- | ------------------- | -------------- | ------------ | ------------ | ----------- | ----------- |  |
|                | Jean-Paul David élu | RGR            | 17 132       | 42,73        | 19 221      | 48,85       |  |
|                | Maurice Quettier    | PCF            | 8 826        | 22,01        | 9 856       | 25,05       |  |
|                | Henri Delavenne     | UNR            | 8 004        | 19,96        | 7 175       | 18,24       |  |
|                | André Raymond       | SFIO           | 4 020        | 10,04        | 3 091       | 7,86        |  |
|                | Guy Moncorgé        | Radsoc         | 2 115        | 5,27         | Retrait     | Retrait     |  |
|                |                     |                |              |              |             |             |  |
| Inscrits       | Inscrits            | Inscrits       | 50 685       | 100,00       | 50 662      | 100,00      |  |
| Abstentions    | Abstentions         | Abstentions    | 9 443        | 18,63        | 10 528      | 20,78       |  |
| Votants        | Votants             | Votants        | 41 242       | 81,37        | 40 134      | 79,22       |  |
| Blancs et nuls | Blancs et nuls      | Blancs et nuls | 1 145        | 2,78         | 791         | 1,97        |  |
| Exprimés       | Exprimés            | Exprimés       | 40 097       | 97,22        | 39 343      | 98,03       |  |